# Partito Comunista di Boemia e Moravia
Il Partito Comunista di Boemia e Moravia (in ceco Komunistická strana Čech a Moravy - KSČM) è un partito politico ceco di orientamento comunista fondato nel 1989 all'esito della suddivisione del Partito Comunista di Cecoslovacchia.

## Storia

### Il Partito Comunista di Cecoslovacchia
Il Partito Comunista di Cecoslovacchia (Komunistická strana Československa, KSČ) fu fondato nel 1921, ma fino allo scoppio della Seconda guerra mondiale non prese mai parte al governo. Durante il conflitto bellico e l'occupazione nazista i massimi rappresentanti comunisti ripararono in Unione Sovietica da dove si impegnarono nell'opera di resistenza, nella quale il partito assumeva un ruolo decisivo. Nel 1945, finita la guerra, presero parte al governo di unità nazionale. Nel 1948, il KSČ prese il potere con l'aiuto dell'esercito sovietico e instaurò un sistema politico e sociale di tipo socialista.
Governò il paese fino al 1989 in alleanza con il Fronte Nazionale, un insieme di liste e partiti dominato dai comunisti. Negli anni 1960 alla guida del KSČ giunse Alexander Dubček che cercò di dar vita al cosiddetto "socialismo dal volto umano". Le limitate liberalizzazioni avviate da Dubček impensierirono l'URSS, che invio l'esercito a fermare la Primavera di Praga.
Dubček venne espulso e il partito fu guidato da Gustáv Husák, neo-stalinista pragmatico, che aveva, come larga parte del partito, sostenuto inizialmente Dubček, salvo poi dissociarsi. Nel 1989, dopo il crollo del muro di Berlino, anche in Cecoslovacchia ebbe fine il periodo socialista in seguito alla cosiddetta "rivoluzione di velluto". Il KSČ decise di non sciogliersi ma di dividersi organizzativamente nei due rami ceco e slovacco.

### La fine del socialismo
Alle politiche del 1990, le prime democratiche dal 1945, il KSČM ottenne il 13,2% dei voti e 32 seggi, passando all'opposizione del governo moderato guidato dal Forum Civico, composto da movimenti liberali e moderati che si erano opposti al regime comunista. Nel 1993, con la fine della Cecoslovacchia e la nascita della Repubblica Ceca, il KSČM ed il partito fratello slovacco si separarono definitivamente, anche perché quest'ultimo assunse il nome di Partito della Sinistra Democratica, avviando una trasformazione ideologica in senso socialdemocratico. Alle politiche dello stesso anno il KSČM ottenne il 14% dei voti e 35 seggi.
Tra il 1992 ed il 2002, il KSČM ha subito alcune scissioni che hanno dato vita a vari movimenti o partiti, con alcuni dei quali (Partito del Socialismo Democratico) il KSČM, però, si è anche alleato. Nel caso del Partito dei Comunisti Cecoslovacchi (rinominato poi Partito Comunista Cecoslovacco), fondato nel 1995, invece, il KSČM ha rifiutato di allearsi per le sue posizioni considerate troppo estremiste, poiché si prefigge di ristabilire il sistema politico precedente al 1990. Queste scissioni hanno provocato, nelle elezioni del 1996 e del 1998, un lieve calo nei consensi per i comunisti (10,3% e 11%).
Il suo elettorato è composto principalmente da coloro che sono stati "lasciati indietro" dal nuovo sistema (ex dipendenti pubblici, pensionati, lavoratori e rom).
Alle elezioni del 2002, però i comunisti hanno ottenuto, grazie all'opposizione al governo socialdemocratico, sostenuto dall'esterno dai conservatori, il 18,5% dei voti e 41 seggi. Ciò nonostante il KSČM è rimasto all'opposizione di un governo sempre a guida socialdemocratica, ma questa volta formato anche da Unione Cristiana e Democratica - Partito Popolare Cecoslovacco e Unione della Libertà - Unione Democratica. Alle politiche del 2006, il KSČM ha visto calare i propri consensi al 12,8% dei voti, che hanno, comunque, permesso ai comunisti di rimanere la terza forza del paese dopo ODS e ČSSD. Il consenso è ulteriormente calato alle elezioni del 2010, attestandosi all'11,27%. Il partito detiene attualmente 26 seggi parlamentari, ed è la quarta forza politica del Paese, dopo ODS, ČSSD e TOP 09.
L'ala giovanile del partito è stata messa al bando nel 2006 dal governo di Václav Klaus per aver "violato la Costituzione" facendo campagna per la nazionalizzazione dei mezzi di produzione.
Nelle elezioni regionali del 12-13 ottobre 2012, tuttavia, il KSCM conquista il 20,44% e 182 seggi complessivi, risultando maggioritario in 2 regioni (Karlovy Vary e Usti nad Labem, entrambe in Boemia), posizionandosi come secondo partito per consenso elettorale a livello nazionale ed eleggendo nella Regione di Ústí nad Labem il primo comunista a presidente di regione dalla fine del socialismo reale: Oldrich Bubenícek. Alle consultazioni parlamentari del 2013 si attesta al 14,91% dei consensi, ottenendo 33 seggi, crescendo di oltre tre punti percentuali rispetto alle precedenti elezioni politiche e diventando il terzo partito del Paese.
Nelle successive elezioni parlamentari del 2017, il KSCM scende al 7,76% dei voti, scendendo a 15 seggi.

## Risultati elettorali
| Elezione          | Voti        | %           | Seggi    |
| ----------------- | ----------- | ----------- | -------- |
| Parlamentari 1992 | 909.490     | 14,05       | 35 / 200 |
| Parlamentari 1996 | 626.136     | 10,33       | 22 / 200 |
| Parlamentari 1998 | 658.550     | 11,03       | 24 / 200 |
| Parlamentari 2002 | 882.653     | 18,51       | 41 / 200 |
| Europee 2004      | 472.862     | 20,27       | 6 / 24   |
| Parlamentari 2006 | 685.328     | 12,81       | 26 / 200 |
| Europee 2009      | 334.577     | 14,18       | 4 / 22   |
| Parlamentari 2010 | 589.765     | 11,27       | 26 / 200 |
| Parlamentari 2013 | 741.044     | 14,91       | 33 / 200 |
| Europee 2014      | 166.478     | 10,98       | 3 / 21   |
| Parlamentari 2017 | 393.100     | 7,77        | 15 / 200 |
| Europee 2019      | 164.624     | 6,94        | 1 / 21   |
| Parlamentari 2021 | 193.817     | 3,60        | 0 / 200  |
| Europee 2024      | In Stačilo! | In Stačilo! | 1 / 21   |
| 1.                |             |             |          |